# Gerhard Wendland (Maler)
 Gerhard Wendland  (* 29. Oktober 1910 in Hannover; † 23. Juli 1986 in Nürnberg) war ein deutscher Maler und Grafiker. Er war ein wichtiger Vertreter der Abstrakten Kunst nach dem Zweiten Weltkrieg, öffnete sich aber immer wieder neuen Stilen und Richtungen.

## Leben
Gerhard Wendland studierte an der Kunsthochschule in Hannover. Er unternahm zahlreiche Studienreisen nach Holland, in die Schweiz, nach Italien, Ungarn und Jugoslawien.
Nach seiner Militärzeit im Zweiten Weltkrieg kam er in englische Kriegsgefangenschaft in Ägypten.
Im Jahr 1953 erhielt Wendland ein Stipendium des Kulturkreises der deutschen Wirtschaft im Bundesverband der Deutschen Industrie. 1955 wurde er Mitglied des Deutschen Künstlerbundes, an dessen Jahresausstellungen er zwischen 1952 (im Kölner Staatenhaus am Rheinpark) und 1985 (im Sprengel Museum, Hannover) insgesamt sechzehnmal teilnahm. Im Jahr 1959 war Gerhard Wendland Teilnehmer der documenta II in Kassel.
Er übernahm 1956 die Leitung der Abteilung Freie Malerei an der Werkkunstschule Hannover. 1960 erhielt er die Berufung als Professor für Malerei an die Akademie der Bildenden Künste in Nürnberg (hier wirkte er bis zum Jahr 1978) und als Dozent an das Seminar für Geisteswissenschaft in Nürnberg.
Wendland war Mitbegründer der Gruppe N und Mitglied der Albrecht-Dürer-Gesellschaft.
Im Jahr 1981 veranstaltete die Kunsthalle Nürnberg eine große Retrospektive seiner Kunst. Das Kunsthaus Nürnberg würdigte seinen 80. Geburtstag 1990 mit einer Einzelausstellung, 2010 zu seinem 100. Geburtstag präsentierte die Kunstvilla im KunstKulturQuartier (in enger Kooperation mit dem Neuen Museum Nürnberg) Werke aus dem Nachlass und aus städtischem Besitz.
Seine Abstrakte Malerei und seine Grafische Arbeit war stark vom Werk Paul Klees und Wassily Kandinskys beeinflusst. Sein Werk war von häufigen (?) Stilwechseln geprägt. Er experimentierte (?) u. a. mit informellen wie mit Op-Art-Elementen sowie mit der lyrischen und expressiven Abstraktion.

## Schüler
- Peter Angermann
- Alf Schuler
- Rainer Zitta

## Ehrungen
- 1953: ars viva[2]